# Sven Decker
Sven Decker (* 1979 in Merzig) ist ein deutscher Jazzmusiker (Tenor- und Sopransaxophon, Klarinette, Bassklarinette, Komposition).

## Leben und Wirken
Decker gehörte als Schüler der LandesSchülerBigband und dem LandesJugendJazzOrchester des
Saarlandes an. Von 2000 bis 2005 studierte er Jazz-Saxophon an der Folkwang Hochschule Essen bei Hugo Read und Wollie Kaiser. Daneben war er Mitglied in Christof Thewes’ Avantgarde Bigband Little Bigband und in Gunter Hampels New Next Generation (2002–2004). Mit Katrin Scherer gründete er 2003 das von der Jazzthetik gepriesene Trio Ohne 4 gespielt drei (mit Bernd Oezsevim), 2005 die kleine Bigband U.F.O. unidentified flying orchestra  mit Musikern aus dem Ruhrgebiet. Im gleichen Jahr entstand sein eigenes Quartett Feinkost Decker. Auch gehört er zu Jan Klares The Dorf, André Nendzas A. Tronic und Katrin Scherers The Bliss. Mit Scherer zusammen komponierte er 2010 für ein gemeinsames Programm mit dem Grubenklangorchester reloaded. Zu hören ist er u. a. auch auf Heidi Bayers Album KORSH (2022).
Seit 2021 ist Decker Lehrbeauftragter für Saxophon an der Musikhochschule Freiburg im Breisgau.

## Preise und Auszeichnungen
Mit Blanke Entsetzen erhielt er 2001 den zweiten Preis beim Hochschulwettbewerb in Rostock. Sowohl mit Ohne 4 gespielt 3 (2005) als auch mit U.F.O. (2008) erhielt er den Förderpreis des jazzwerkruhr.
2013 kam er mit Ohne 4 gespielt drei auf den 2. Platz im Finale des Neuen Deutschen Jazzpreises.

## Diskographische Hinweise
- Ohne 4 gespielt drei Debut (JazzHausMusik)
- Feinkost Decker (GDM 01, 2007, mit Katrin Scherer, Jochen Kraemer, Christoph Hillmann und Stefan Scheib)
- U.F.O. unidentified flying orchestra (GDM 02, 2008)
- André Nendza´s A.Tronic Spectacles (Jazzsick 2008) mit André Nendza, Christoph Hillmann, Stephan Meinberg, Céline Rudolph, Inga Lühning
- Katrin Scherer´s The Bliss (GDM 04, 2010) mit u. a. Katrin Scherer, Sebastian Räther, Christian Thomé
- Feinkost Decker Second Crack (GDM 06, 2013) mit Katrin Scherer, Stefan Scheib und Christoph Hillmann
- Sven Decker´s Transparency Sepia  (GDM 07, 2014) mit Matthias Akeo Nowak und Etienne Nillesen
- Filippa Gojo & Sven Decker daheim (GDM 09, 2016)
- Sven Decker´s JULI Quartett Lost in Poll (GDM 11, 2018) mit Heidi Bayer, Conrad Noll und Jo Beyer[1]